# موتافيزوماب
موتافيزوماب هو جسم مضاد وحيد النسيلة مأنسن طورته مديميون (تتبع أسترا زنكا حالياً) لمنع عدوى فيروس الجهاز التنفسي المخلوي في الرضع المعرضين لخطر مرتفع الشدة.